# Dyckia affinis
Dyckia affinis är en gräsväxtart som beskrevs av John Gilbert Baker. Dyckia affinis ingår i släktet Dyckia och familjen Bromeliaceae.
Artens utbredningsområde är Paraguay. Inga underarter finns listade i Catalogue of Life.